# Ortografia
L'ortografia és un conjunt de convencions per escriure una llengua, que inclou les normes ortogràfiques, l'ús dels accents, signes de puntuació, i les majúscules, l'espai entre mots i les negretes, que configuren la manera considerada correcta d'escriure les paraules d'una llengua. L'ortografia és una branca de la gramàtica normativa. La majoria de les llengües transnacionals del període modern tenen un sistema d'escriptura, i la majoria d'aquests sistemes han sofert una estandardització substancial, mostrant així menys variació dialectal que la llengua parlada.
L'ortografia és una convenció des del moment que no sempre hi ha una correspondència unívoca entre un so i la lletra que l'hauria de representar. Les discrepàncies poden ser més grans en funció de si la tradició escrita d'una llengua s'aparta més de la llengua parlada realment, i de si el sistema ortogràfic és menys regular i previsible. Així es podria dir que el castellà té una ortografia relativament regular i previsible i bastant propera a la parla de la meitat septentrional de la península Ibèrica (no seria el mateix cas per a un parlant andalús o un d'argentí, però). En canvi, l'anglès i el francès tenen una ortografia de les més complexes perquè sovint la pronunciació d'una paraula no és gaire deduïble de la seva forma escrita.
L'ortografia és un aspecte clau de la normalització d'una llengua quan té una gran dispersió dialectal o ha patit repressió històrica. De fet, és un dels trets clau de la llengua estàndard.

## Etimologia
El terme ortografia prové del llatí orthographia, i aquest del grec ὀρθογραφία, que deriva de grec antic: ὀρθός (orthós, 'correcte') i γράφειν (gráphein, 'escriure').
L'ortografia s'ocupa principalment de qüestions d'ortografia, i en particular de la relació entre fonemes i grafemes en una llengua. Altres elements que es poden considerar com a part de l'ortografia inclouen els guionets, les majúscules, els límits entre mots, l'èmfasi i la puntuació. Així, l'ortografia descriu o defineix el conjunt de símbols utilitzats en l'escriptura d'una llengua i les convencions que regulen a grans trets el seu ús.
La majoria de les llengües naturals es van desenvolupar com a llengües orals, i els sistemes d'escriptura s'han creat o adaptat sovint com a maneres de representar la llengua parlada. Les regles per fer-ho tendeixen a estandarditzar-se per a una llengua determinada, donant lloc al desenvolupament d'una ortografia que generalment es considera "correcta". En lingüística, el terme ortografia s'usa sovint per referir-se a qualsevol mètode d'escriptura d'una llengua, sense judici sobre el correcte i el mal, amb una comprensió científica que l'estandardització ortogràfica existeix en un espectre de força de convenció. El sentit original de la paraula, però, implica una dicotomia de correcte i incorrecte, i la paraula encara s'utilitza amb més freqüència per referir-se específicament a una manera d'escriure una llengua completament estandarditzada i prescriptiva. Aquí es pot fer una distinció entre els punts de vista ètics i èmics⁣: l'enfocament purament descriptiu (ètic), que només considera qualsevol sistema que s'empra realment, i la visió èmica, que té en compte les percepcions de correcció dels usuaris del llenguatge.

## Unitats i notació
Les unitats ortogràfiques, com ara les lletres d'un alfabet, s'anomenen tècnicament grafemes. Es tracta d'un tipus d'⁣abstracció, anàloga als fonemes de les llengües parlades. Es considera que diferents formes físiques de símbols escrits representen el mateix grafema si les diferències entre ells no són significatives per al significat. Per tant, un grafema es pot considerar com una abstracció d'una col·lecció de glifs que són tots funcionalment equivalents. Per exemple, en anglès escrit (o altres idiomes que utilitzen l'⁣alfabet llatí), hi ha dues representacions físiques diferents (glifs) de la lletra llatina minúscula 'a': a i ɑ. Com que, però, la substitució d'un d'ells per l'altre no pot canviar el significat d'una paraula, es consideren al·lògrafs del mateix grafema, que es pot escriure ⟨a⟩. Les formes de fonts en cursiva i en negreta també són al·logràfiques.
Els grafemes o seqüències de grafemes de vegades es col·loquen entre claudàtors angulars, com en ⟨b⟩. Això els distingeix de la transcripció fonètica, que es col·loca entre barres obliqües (/b/), i de la transcripció fonètica, que es col·loca entre claudàtors ([b]).

## Tipus
Els sistemes d'escriptura en què es basen les ortografies es poden dividir en una sèrie de tipus, segons quin tipus d'unitat serveixi per representar cada símbol. Els principals tipus són logogràfics (amb símbols que representen paraules o morfemes), sil·làbics (amb símbols que representen síl·labes) i alfabètics (amb símbols que representen aproximadament fonemes). Molts sistemes d'escriptura combinen característiques de més d'un d'aquests tipus, i s'han proposat una sèrie de classificacions detallades. El japonès és un exemple de sistema d'escriptura que es pot escriure utilitzant una combinació de caràcters kanji logogràfics i caràcters sil·làbics hiragana i katakana⁣; com passa amb molts idiomes no alfabètics, també es poden utilitzar caràcters alfabètics romaji segons sigui necessari.

## Correspondència amb la pronúncia
Les ortografies que utilitzen alfabets i sil·labaris es basen en el principi que els símbols escrits (grafemes) corresponen a unitats sonores de la llengua parlada: fonemes en el primer cas, i síl·labes en el segon. Tanmateix, en pràcticament tots els casos, aquesta correspondència no és exacta. Les ortografies de diferents idiomes ofereixen diferents graus de correspondència entre l'ortografia i la pronunciació. L'ortografia anglesa, l'ortografia francesa i l'ortografia danesa, per exemple, són molt irregulars, mentre que les ortografies d'idiomes com el rus, l'alemany i l'espanyol representen la pronunciació amb molta més fidelitat, encara que la correspondència entre lletres i fonemes tampoc és exacta. Les ortografia finlandesa, turca i serbocroata s'aproximen de manera més coherent al principi "una lletra per so".
Una ortografia en què les correspondències entre l'ortografia i la pronunciació són molt complexes o inconsistents s'anomena ortografia profunda (o menys formalment, es diu que la llengua té una ortografia irregular). Una ortografia amb correspondències relativament simples i consistents s'anomena superficial (i la llengua té una ortografia regular).
Una de les principals raons per les quals l'ortografia i la pronunciació divergeixen és que els canvis sonors que tenen lloc a la llengua parlada no sempre es reflecteixen en l'ortografia i, per tant, les grafies corresponen a la pronunciació històrica més que no pas a l'actual. Una conseqüència d'això és que moltes grafies arriben a reflectir l'estructura morfofonèmica d'una paraula en lloc de la seva estructura purament fonèmica.
Els sistemes sil·labaris del japonès (hiragana i katakana) són exemples d'ortografies gairebé perfectament superficials: els kana corresponen amb una consistència gairebé perfecta a les síl·labes parlades, tot i que amb algunes excepcions on els símbols reflecteixen característiques històriques o morfofonèmiques: en particular l'ús de ぢji iづzu (en lloc de じji i ずzu, la seva pronunciació en el dialecte estàndard de Tòquio) quan el caràcter és una veu d'un ち o つ subjacent (vegeu rendaku), i l'ús de は, を i へ per representar els sons わ, お i え, com a relíquies de l'ús històric del kana.
Els hangul coreans i les escriptures tibetanes també eren originalment ortografies extremadament superficials, però com a representació de la llengua moderna aquestes sovint també reflecteixen característiques morfofonèmiques.

### Ortografies defectuoses
Una ortografia basada en el principi que els símbols corresponen a fonemes pot, en alguns casos, mancar de caràcters per representar tots els fonemes o totes les distincions fonèmiques de la llengua. Això s'anomena ortografia defectuosa.
Quan un alfabet es pren en préstec de la seva llengua original per utilitzar-lo amb una nova llengua, com s'ha fet amb l'alfabet llatí per a moltes llengües, o el katakana japonès per a paraules no japoneses, sovint es mostra defectuós a l'hora de representar els fonemes de la nova llengua. De vegades, aquest problema s'aborda mitjançant l'ús de dispositius com dígrafs, diacrítics (com el caron de les lletres š i č, que representen aquests mateixos sons en txec) o l'addició de símbols completament nous (ja que algunes llengües han introduït la lletra w a l'alfabet llatí) o de símbols d'un altre alfabet, com ara la runa þ en islandès.
Després del període clàssic, el grec va desenvolupar un sistema de lletres minúscules que introduïa signes diacrítics per permetre als estrangers aprendre la pronunciació i, en alguns casos, els trets gramaticals. Tanmateix, a mesura que la pronunciació de les lletres va canviar amb el temps, els signes diacrítics es van reduir a representar la síl·laba tònica. En la composició grega moderna, aquest sistema s'ha simplificat per tenir un sol accent per indicar quina síl·laba està accentuada.

## Història de l'ortografia catalana
No es coneix gairebé res de la teoria ortogràfica catalana dels segles medievals, però sembla que la Cancelleria Reial tenia normes clares que menaren a una pràctica satisfactòria.
Des del segle xv la teoria catalana va molt paral·lela a la llatina (la primera ortografia catalana coneguda és en el Fons verborum d’Antoni Font, 1637; la féu seva Pere Torre, 1640), i des del segle xviii, a la castellana principalment. Els problemes sorgien de la representació dels fonemes sibilants i palatals, dels oclusius i de les vocals àtones. L'apostrofació, l'accentuació i algun altre detall completen el quadre mínim de dificultats. En el segle xvi, amb l'allunyament de la cort reial i diversos esdeveniments polítics, es va trencar la consciència lingüística unitària i la tradició cultural compartida. La producció es va anar dialectalitzant.
La preocupació per l’ortografia començà, després de l'expulsió del català dels centres educatius en els Decrets de Nova Planta, amb els tractats de Carles Ros (1732) i Pere Màrtir Anglès (1743) i, prescindint de treballs que restaren inèdits (Ullastre, 1743; Petit, 1823; Aguiló), fou més i més forta i absorbent durant el segle xix. Fins aleshores, els criteris al·ludits pels autors eren el costum, clàssic i més recent, i els diccionaris (de Torre, 1640, i de Lacavalleria, 1696); al segle xix foren la pronunciació, el costum i l’etimologia. Les aplicacions particulars d’aquests criteris produïren una multitud de sistemes ortogràfics i una sèrie de posicions irreconciliables. La Renaixensa i, sobretot, L’Avenç foren palestres importants d’aquesta qüestió, en la qual destacaren Bofarull, Milà i Fontanals (defensors dels plurals en -as i -es, respectivament), Marià Aguiló, Pi i Vidal, Josep Balari (autor del sistema de l'Acadèmia de Bones Lletres del 1884), Tomàs Forteza i Pompeu Fabra.
L'Institut d’Estudis Catalans (IEC) i l’autoritat de Prat de la Riba aconseguiren de fer acceptar, no sense resistències, les Normes ortogràfiques del 1913, que representaren el final de l’anarquia, i que foren completades en el Diccionari ortogràfic del 1917, presidit pels següents criteris: etimologia, tradició, pronunciació, claredat i harmonia amb les altres llengües de cultura.
Durant la dictadura franquista, l'IEC va continuar actuant en la clandestinitat, fins que el 1976 fou reconegut de nou com a corporació acadèmica, i el 1995 va publicar el Diccionari de la llengua catalana, una actualització del de Pompeu Fabra de 1932. Tot i la inclusió de lèxic valencià, l'Acadèmia Valenciana de la Llengua va publicar el Diccionari normatiu valencià el 2014, circumscrit notòriament al valencià, tot i reconèixer explícitament la unitat de la llengua catalana.